# اسکات کلمباس
اسکات کلمباس (انگلیسی: Scott Columbus; ۱۰ نوامبر ۱۹۵۶ – ۵ آوریل ۲۰۱۱) طبل‌زن اهل ایالات متحده آمریکا بود. وی بین سال‌های ۱۹۸۳ تا ۲۰۱۱ میلادی فعالیت می‌کرد.